# 刘璧 (宋朝)
刘璧，宋朝政治人物。

## 生平
1186年接替叶仲英任华亭县知县一职，1189年由柳楙接任。